# Maria Altmann
Maria Altmann (18. februar 1916 – 7. februar 2011) var en jødisk flygtning fra det nazi-styrede Østrig, kendt for sin vellykkede kampagne for at få fem familieejede malerier malet af kunstneren Gustav Klimt, blandt andet Portræt af Adele Bloch-Bauer I, som blev stjålet af nazisterne under anden verdenskrig tilbage. Hun var gift med Fredrick Fritz Altmann.
Hun blev født Maria Victoria Bloch, i Wien. Familien skiftede navn til Bloch-Bauer året efter at Maria blev født. Hun var niece til Adele Bloch-Bauer, en velstående jødisk beskytter af kunst, som tjente som model for nogle af de mest kendte malerier fra den periode. Kort tid efter Altmanns bryllupsrejse til Paris, Frankrig i 1938 blev Østrig indlemmet i Nazi-Tyskland. Altmann, hendes ægtemand og flere af deres familiemedlemmer valgte at flygte fra nazisterne og deres strenge love mod jøder og andre mindreværdige mennesker. De flygtede via England og videre til USA og slog sig ned i Los Angeles, Californien. Altmann døde den 7. februar 2011, kort tid før sin 95 fødselsdag. Hendes nekrologer dukkede op i bl.a The New York Times, The Guardian, og mange andre internationale aviser.